# In Transit
In Transit er en dansk kortfilm fra 2005, der er instrueret af Lisa Aschan efter manuskript af hende selv og Tobias Lindholm.

## Handling
Denne artikel mangler et handlingsreferat. Hjælp os med at skrive det.

## Medvirkende
- Paulina Holtz, Zofia
- Søren Vejby, Kasper
- Anne Vester Høyer, Tjener
- Maria Rossing, Bartender
- Bodil Jørgensen, Bartender
- Signe Cecilie Glæsel, Stewardesse
- Zdravko Milanovich, Steward